# Landwind (dichtbundel)
Landwind is de tweede dichtbundel van de Nederlandse dichter Adriaan Morriën, gepubliceerd in 1942. De bundel bevat 25 verzen waarin de natuur het voornaamste motief en levensaanvaarding het belangrijkste thema zijn. Evenals het debuut van de dichter, Hartslag uit 1939, verscheen de bundel in driehonderd exemplaren bij uitgeverij A.A.M. Stols.
Alle gedichten waren voorgepubliceerd, uitgezonderd het eerste en laatste vers. Een aantal was in 1940 geselecteerd voor uitgave als cahier in De Vrije Bladen maar die uitgave ging vanwege de oorlog niet door. Wel had de dichter zijn voordeel gedaan met het advies van redacteur Menno ter Braak om er nog aan te schaven. De bundel werd ontvangen als een duidelijke stap vooruit in de ontwikkeling van Morriën en hij vond hiermee erkenning als dichter die een eigen plaats in de Nederlandse poëzie innam.

## Inhoud
De bundel bevat 25 eerder in tijdschriften voorgepubliceerde gedichten, waaronder gedichten die nog door Menno ter Braak waren geredigeerd. De collectie werd aangevuld met twee gedichten, 'Werkwijze' en 'Nieuwe lente', die bij wijze van in- en uitleiding de bundel afronden.

## Thematiek
De dichter verkiest gerijpt dichterschap boven snelle dichterlijke uitbarstingen, zo laat hij weten in het openingsgedicht dat 'Werkwijze' heet. Louter pessimisme als levensbeschouwing wijst hij af, eerder kenmerkt zijn levenshouding zich door levensaanvaarding en verwondering. Net als in de voorganger Hartslag is de stemming te vinden van de periode nadat de dichter vanwege tuberculose in het sanatorium verbleef. Anders dan in het debuut speelt zwangerschap geen rol, maar wel de vrouw en de natuur.

## Publicatiegeschiedenis
In februari 1940 had een vriend van de dichter, Fred Batten, zonder medeweten van Morriën een selectie van diens gedichten voorgesteld aan Menno ter Braak als cahier in de reeks De Vrije Bladen.
Op een weekenddag begin maart 1940 ging de dichter in Den Haag bij Ter Braak langs om over zijn werk te overleggen. De dichter was zodanig geïmponeerd door Ter Braak, die hij sterk bewonderde, dat hij het gesprek geen wending in de richting van de uitgave van zijn gedichten durfde geven; ze spraken voornamelijk over de literaire voorkeuren van Ter Braak. Wel deelde Ter Braak mee dat de gedichten nog bijgeschaafd moesten worden en daarmee was Morriën het eens, want die was ontevreden over zijn gedichten geworden. Vanwege het uitbreken van de oorlog vond de uitgave geen doorgang.
De dichter leverde het manuscript in november 1941 bij Hoornik, die hem een honorarium van ƒ22,50 plus een percentage van elk verkocht exemplaar bood. Landwind verscheen in maart 1942 als nummer 5 in de Atlantisserie van uitgever A.A.M. Stols. De oplage bedroeg driehonderd exemplaren.

## Receptie
De recensies waren positief en beschreven de bundel als een stap vooruit vergeleken met het debuut.
Bertus Aafjes schreef in De Tijd van 5 juni 1942 dat de dichter een unieke, maar eenzame plaats in de Nederlandse poëzie innam. Dat meende ook Ed. Hoornik in Algemeen Handelsblad van 1 augustus 1942, maar waar hij in het debuut ontvankelijkheid had gezien, merkte hij nu een meditatieve inslag op.
Volgens P.J.G. Korteweg in de Nieuwe Rotterdamsche Courant van 18 juli 1942 resulteerde het natuurthema in een grotere poëtische kracht dan de dichter in zijn debuut had bereikt. In Het Vaderland van dezelfde dag vond G.H. 's-Gravesande deze bundel beter dan het debuut en vond dat de zachte stem de dichter tot een eenling maakte.